# Foot-Ball Associazione Novara 1926-1927
Questa pagina raccoglie le informazioni riguardanti il Foot-Ball Associazione Novara nelle competizioni ufficiali della stagione 1926-1927.

## Stagione
Nella stagione 1926-1927 il Novara ha disputato il girone A del campionato di Prima Divisione, vincendo il suo girone con 30 punti. È promosso in Divisione Nazionale. Vince poi anche la coppa del titolo nazionale cadetto.

## Rosa
| N. |                     | Ruolo | Calciatore        |
| -- | ------------------- | ----- | ----------------- |
|    | Ungheria (bandiera) | P     | Ferenc Fehér      |
|    | Italia (bandiera)   | D     | Aldo Bonenti      |
|    | Italia (bandiera)   | D     | Renato Clerici    |
|    | Italia (bandiera)   | D     | Piero Ragaglia    |
|    | Italia (bandiera)   | D     | Rinaldo Ramella   |
|    | Italia (bandiera)   | D     | Bruno Varalli     |
|    | Italia (bandiera)   | C     | Romolo Bollea     |
|    | Italia (bandiera)   | C     | Angelo Bonelli    |
|    | Italia (bandiera)   | C     | Raffaele D'Aquino |

| N. |                     | Ruolo | Calciatore          |
| -- | ------------------- | ----- | ------------------- |
|    | Italia (bandiera)   | C     | Giovanni Pestarini  |
|    | Italia (bandiera)   | C     | Ettore Reynaudi     |
|    | Italia (bandiera)   | C     | Adamo Roggia        |
|    | Italia (bandiera)   | A     | Carlo Crotti        |
|    | Ungheria (bandiera) | A     | Lajos Nemes Kovács  |
|    | Italia (bandiera)   | A     | Giustiniano Marucco |
|    | Italia (bandiera)   | A     | Achille Rosina      |
|    | Italia (bandiera)   | A     | Giuseppe Ruffina    |
|    | Italia (bandiera)   | A     | Celso Zanni         |